# Castor géant de Floride
Castoroides leiseyorum
Espèce
Le castor géant de Floride (Castoroides leiseyorum) est une espèce éteinte de grands castoridés vivant dans les zones humides de Floride. Il a vécu au cours du Pléistocène, il y a environ entre 1,8 et 0,3 Ma (million d'années).
Sa taille estimée était de 2,5 mètres, pour un poids de 60 à 100 kg.

## Référence
- (en) Morgan & White : Small mammals (Insectivora, Lagomorpha, and Rodentia) from the Early Pleistocene (Irvingtonian) Leisey Shell Pit local fauna, Hillsborough County, Florida. Bulletin of the Florida Museum of Natural History, 37-2 p. 397-461.